# Spiderland
Spiderland ist das zweite Studioalbum der US-amerikanischen Rockband Slint. Es erschien am 27. März 1991 auf Touch and Go Records. Es beinhaltet viele dynamische Wechsel sowie Gesang, welcher von Spoken Word bis hin zum Shouting rangiert. Die Songtexte handeln narrativ über Distanz und Entfremdung. Spiderland war die erste Veröffentlichung von Slint auf Touch and Go, doch auch das letzte Album der Band.
Obwohl Spiderland bei der eigentlichen Veröffentlichung 1991 nicht groß beachtet wurde, wurden dennoch mehr als 50.000 Exemplare verkauft und es wurde zu einem Fixpunkt in der Underground-Musik, nachdem Slint sich auflösten. Das Album gilt als großer Einfluss für viele Bands in den Genres Math-Rock und Post-Rock. Bands wie Mogwai oder Godspeed You! Black Emperor bezogen sich auf dieses Album. Es gilt weiterhin als Favorit für zahlreiche Indie-Rock-Musiker.
2007 traten Slint erneut live auf, um Songs von Spiderland zu spielen.

## Entstehungsgeschichte

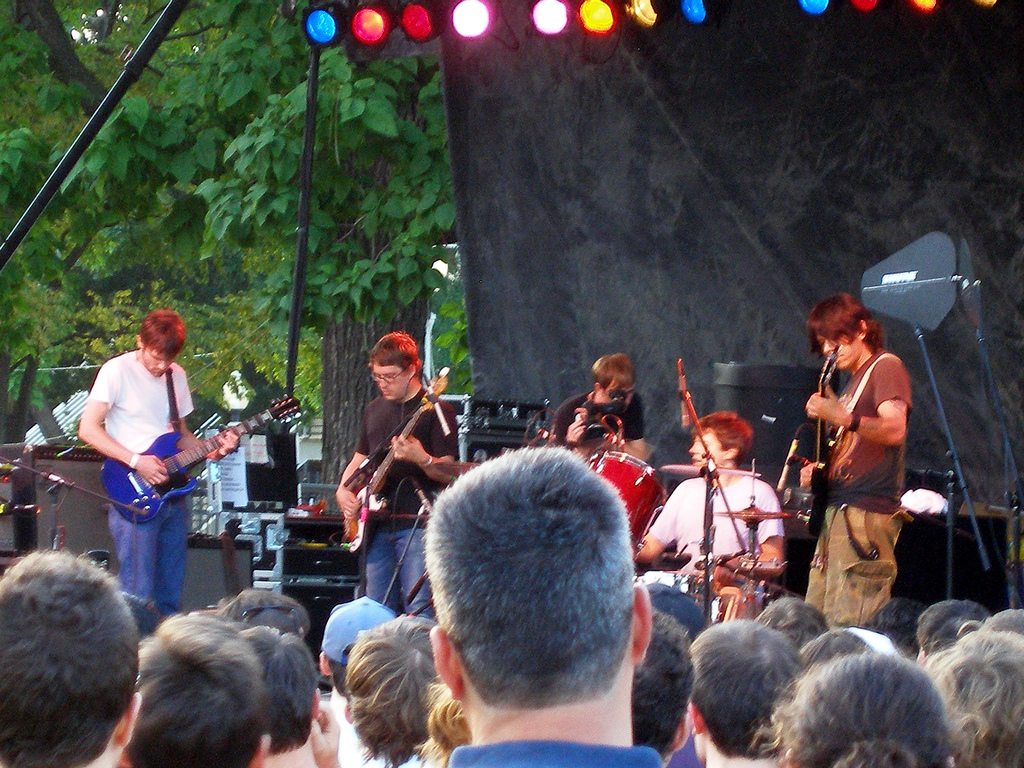
Slint spielen von Spiderland auf dem Pitchfork Music Festival 2007

Slint gründeten sich 1987 in Louisville (Kentucky), bestehend aus den Mitgliedern der älteren Punkrock-Band Squirrel Bait. Die ursprünglichen Mitglieder waren Brian McMahan (Gitarre und Gesang), David Pajo (Gitarre), Britt Walford (Schlagzeug, Gesang) sowie Ethan Buckler (Bassgitarre). Das Debütalbum der Band, Tweez, welches von Steve Albini produziert wurde, wurde auf dem selbst betriebenen Label Jennifer Hartman Records and Tapes veröffentlicht. Der Klang von Tweez wurde als Kombination von „kratzigen Gitarren, pumpenden Bassspuren und hartem, festem Schlagzeug“ beschrieben. Bucker verließ die Band recht schnell danach auf Grund der Unzufriedenheit mit der Produktionsweise von Albini. Er wurde durch Todd Brushear ersetzt. Die zweite Veröffentlichung der Band war die instrumentelle EP Slint, welche eine neue Version des Songs Rhoda vom Tweez-Album beinhaltete. Die EP, welche erst 1994 veröffentlicht wurde, gilt als Weggang vom Tweez-Stil hin zur neuen Ausrichtung der Band.
Nachdem die Band die kurze Promotour für Tweez beendet hatte, gingen die meisten Mitglieder aufs College. Um diese Zeit begannen McMahan und Walford, gemeinsam neue Lieder zu schreiben. Sie schrieben sechs neue Lieder, welche die Band im Sommer 1990 übte. Slint gingen in das Studio von River North Records im August 1990, um Spiderland aufzunehmen. Zu dieser Zeit gab es keinen Gesang oder Songtexte für das Album, also wurden sie während der Aufnahmezeit im Studio geschrieben. Der Produzent des Albums, Brian Paulson, war bekannt für seine „Live“-Aufnahmetechnik mit betont wenigen Aufnahmetakes. Paulson erinnerte sich:

„Es war seltsam, während ich Spiderland produzierte, weil ich erinner mich, wie ich da sitze und bloß wusste, da war was Besonderes an diesem Album. Ich hab nie zuvor sowas gehört. Ich liebe das wirklich, aber es ist echt fucking seltsam.“

Die Aufnahmesessions für Spiderland waren schwierig für die Bandmitglieder und waren laut allmusic „intensiv, traumatisch und noch ein weiteres Beweisstück für die Theorie, dass Bandmitglieder kurzzeitig während der Aufnahmen eingewiesen werden mussten.“ Es gibt durchaus Gerüchte, dass zumindest ein Slint-Mitglied in eine psychiatrische Klinik eingecheckt wurde. Walford bezog sich später auf diese Geschichten im Magazin Select, indem er sagte: „[Wir haben] wirklich versucht, ernsthaft mit diesen Dingen umzugehen, richtig intensiv, was das Aufnehmen ganz schön stressig machte.“ Die Aufnahmen wurden in vier Tagen abgeschlossen.

## Musik und Stil
Die Musik auf Spiderland beinhaltet kantige Gitarrenrhythmen, dramatisch sich ändernde Dynamikwechsel sowie irreguläre Taktbezeichnungen. McMahans Gesangsstil wechselt zwischen gemurmeltem Spoken Word und angespanntem Shouting. Die Texte auf Spiderland sind oft in einer erzählenden Struktur geschrieben. Will Hermes von Spin fasste den Klang des Albums als „die Mittel-70er King Crimson, die emo geworden sind: kreischende Gitarrenakkorde und herrliches Notendrehen in seltsamen Instrumentals, besprenkelt mit Wörtern, die sowohl gesprochen wie gesungen sind“. Piero Scaruffi zog Vergleiche vom Spiderland-Klang hinzu zu Blues und Acid Rock sowie der Slowcore-Band Codeine.

### Breadcrumb Trail
Der Albumeröffner, Breadcrumb Trail, beschreibt einen Tag auf einem Jahrmarkt, den der Ich-Erzähler mit einer Hellseherin verbringt. Der Song beinhaltet komplexe Arrangements mit scharfen Übergängen. Die Gitarre maändert zwischen einem klar klingenden Riff mit Harmonien in der Strophe bis hin zur starken Distortion mit extrem hohen Noten im Refrain. Danny Eclestone von Mojo erklärte Breadcrumb Trail als Teil des „Pantheons der Post-Hardcore Psycho-Slowies“, während Drowned In Sound-Autor Richard Riggs schrieb, das „Black Sabbath-Lied Black Sabbath scheint der Anfangspunkt für das Riff im Refrain von Breadcrumb Trail, doch das ‚bluesige‘ Genudel, welches folgt, hat nichts zu tun mit Slints Post-Hardcore-Strukturen.“

### Nosferatu Man
Nosferatu Man, der zweite Track, ist vom deutschen, expressionistischen Stummfilm Nosferatu – Eine Symphonie des Grauens (1922) inspiriert. Die Strophe des Liedes beinhaltet ein dissonantes Gitarrenriff, das hohe Töne (ähnlich wie bei Breadcrumb Trail) spielt sowie ein Schlagzeugbeat ohne Becken. Der Refrain beinhaltet eine verzerrte Gitarre und ein vom Thrash-Metal-beeinflusster Beat, bevor der Song mit 30 Sekunden von Gitarrenfeedback endet.

### Don, Aman
Walford singt bei Don, Aman und spielt an der Gitarre. Murmelnd gesungen gibt der Songtext die Gedanken einer „isolierten Seele“ wieder: vor, während und nach einem Abend in einer Bar. Die Gitarre wird geschrammelt. „Wenn sie im korrekten Tempo gespielt werden würde, wäre [das Gitarrenpattern] melodiös, doch mit längeren und irregulären Pausen sind sie nur eine Sequenz von Akkorden“. Das Tempo des Songs verschnellert sich ständig und wird dann laut und verzerrt, bis er sich zum originalen Tempo wieder verlangsamt.

### Washer
Washer, der längste Track des Albums, besteht aus einem kaum hörbaren Intro mit Gitarre und Becken, bevor der Rest der Band einsteigt. Der Song baut bis zur letzten Strophe Spannung auf, welche laut verzerrt ist und dann von einem langen Outro gefolgt wird.

### For Dinner...
For Dinner... ist ein instrumenteller Ambient-Track. Er beginnt mit einer leisen Sektion „brodelnder Akkorde mit dem gelegentlichen Rumpeln von gedämpften Toms und Bass-Trommeln“, dann kreist sich der Song um Abschnitte sich aufbauender und abnehmender Spannung. Ein Gitarrenakkord wird immer wieder für die letzte Minute des Songs wiederholt.

### Good Morning Captain
Der letzte Song des Albums, Good Morning Captain, basiert auf dem Gedicht The Rime of the Ancient Mariner von Samuel Taylor Coleridge. Der Song nutzt eine Gitarrenstruktur mit zwei Akkorden, ein „dürres, enges Riff“ sowie einen „ruckartigen“ Beat. Während der Aufnahme des letzten Refrains vom Song wurde McMahan übel aufgrund des starken, angespannten Shoutings über die Gitarrenwände. David Peschek vom The Guardian verglich Good Morning Captain mit Stairway to Heaven von Led Zeppelin. Er schreibt, dass „das außergewöhnliche Good Morning Captain Slint's Stairway To Heaven ist, wenn es möglich ist, sich Stairway to Heaven vom ganzen Bombast gebleicht vorzustellen.“

## Artwork

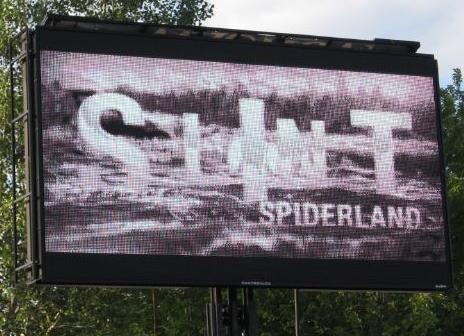
Eine Werbetafel für den Auftritt von Slint beim Pitchfork Music Festival 2007

Der Name Spiderland stammt von McMahans jüngerem Bruder, der meinte, dass die Platte „spinnig“ klingen würde. Das schwarz-weiße Albumcover, welches die Bandmitglieder wassertretend in einem See einer aufgegebenen Schottergrube zeigt, wurde von Will Oldham geschossen. Ein Artikel in der Zeitung The Stranger würdigte das Cover, da es eine mystische Atmosphäre rund um Slint schaffe: „Die meisten Leute haben Slint bloß als vier schwimmende Köpfe gesehen, die in einer Schottergrube in Kentucky schwammen. Hörer dachten sich bald, dass das spärliche Schwarzweiß-Cover der Band wie eine Rune mit Geheimnissen wäre.“ Chris Gaerig vom Michigan Daily schrieb, „das Cover von Slints meisterlichen Spiderland fing die spaßige Angst und Gewalt des Albums so präzise, dass es aufrüttelt. Es scheint, als würde die Gruppe – bis ans Kinn in einem See schwimmend mit morbiden Lächeln – dich stalken und in der schwarzweißen Fassade lauern.“
Ein Foto einer Spinne – geschossen von Noel Saltzman – wird auf dem Backcover verwendet, was den Albumtitel reflektiert. Das Booklet beinhaltet die Nachricht:

„interested female vocalists write 1864 douglas blvd. louisville, ky. 40205".“

McMahan bestätigte, dass diese Nachricht ernst gemeint war und sagte: „Wir haben ein paar Antworten erhalten und haben uns CDs und Tapes angehört. Wir haben letztendlich nichts sofort gemacht, so dass die Idee, dass wir jemanden zur Band dazunehmen, irgendwie unwichtig wurde.“
Die Nachricht „this recording is meant to be listened to on vinyl“ („Diese Platte soll auf Vinyl als Schallplatte gehört werden“) findet sich auf manchen CD-Exemplaren von Spiderland. Dies reflektiert Slints Bevorzugung von analogen Audioabspielgeräten.

## Rezeption
| Veröffentlichung    | Land | Rangliste                                  | Platzierung |
| ------------------- | ---- | ------------------------------------------ | ----------- |
| Alternative Press   | USA  | 90 besten Alben der 1990er                 | 34          |
| Nude as the News    | USA  | Die 100 überwältigstenden Alben der 1990er | 23          |
| Pitchfork           | USA  | 100 besten Alben der 1990er Jahre          | 34          |
| Melody Maker        | UK   | 100 besten Alben aller Zeiten              | 55          |
| New Musical Express | UK   | 100 besten Alben                           | 53          |
| New Musical Express | UK   | 500 besten Alben aller Zeiten              | 314         |
| Pitchfork           | USA  | 100 besten Alben der 1990er (Redux)        | 12          |
| Spin                | USA  | 100 besten Alben 1985-2005                 | 94          |
| Spin                | USA  | 300 besten Alben 1985–2014                 | 273         |
| Robert Dimery (Hg.) | USA  | 1001 Albums You Must Hear Before You Die   | -           |
| spex                | BRD  | Die 100 Platten des Jahrhunderts           | 76          |

Spiderland erhielt minimale Beachtung von größeren Musikmagazinen bei der Veröffentlichung. Steve Albini, Produzent des ersten Slint-Albums Tweez, vergab „ten fucking stars“ an das Album und schrieb: „Spiderland ist ein majestätisches Album, subtil und seltsam, noch brillanter gemacht durch seine Einfachheit und leise Würde. [...] Spiderland ist einwandfrei. Das trockene, ungeschönte Album ist so aufschlussreich, dass es sich manchmal wie ein Lauschangriff anfühlt. Die kristalline Gitarre von Brian McMahan und die gläserne, flüssige Gitarre von David Pajo scheinen, im Raum direkt hinter der Nase des Hörers zu pulsieren. Das unglaublich präzise, doch instinktive Drumming hat dieselbe Kraft und Auswirkung, als würde das Schlagzeug in deinem Wohnzimmer stehen. [...] Spiel diese Platte und schlag dich selber, wenn du sie nie live sehen konntest.“
Spätere Rezensionen des Albums waren generell positiv. Eine Rezension von Dean Carlson von allmusic pries das Album als „eines der essentiellsten und aufschreckenden Alben in der Post-Rock-Arena“, obwohl er es als „etwas überbewertet“ beschrieb. Carlson kritisierte ebenfalls den Gesangsstil von McMahan und sagte, dass er „zu oft hervorgewürgtes Mitleid anstatt von aufrechtem Mitgefühl hervorrufen“ würde. Der Musikkritiker Robert Christgau gab dem Album die Note C+ und nannte Slint „Artrocker ohne den Mut ihrer Ambitionen“ und kritisierte die Songtexte des Albums. Das Buch vom Rolling Stone, The New Rolling Stone Album Guide, gab dem Album zweieinhalb Sterne, während der Autor Mac Randall das Album mehr als Tweez mochte, da es „einfacher zu hören“ sei, mit „längeren und besser entwickelten Liedern“. Er schrieb, dass die „Abszenz von irgendwas, was einer Melodie ähnle, anfange zu nerven.“
Die deutsche Zeitschrift spex platzierte das Album auf Platz 76 auf der mit VIVA Zwei erstellten Liste Die 100 Platten des Jahrhunderts.

## Resonanz
Obwohl Spiderland anfangs größtenteils ignoriert wurde, widmete man dem Album über die Zeit mehr Aufmerksamkeit. Dieser Anwuchs der Beliebtheit wurde unter anderem darauf bezogen, dass Good Morning Captain auf dem Soundtrack zum Film Kids erschien. Das Album wurde mehr als 50.000 Mal verkauft, obwohl Kory Grow vom College Music Journal vermutete, dass das Album „zahllose Bands (und somit Fans) inspiriert habe“ und somit ermittelte Verkaufszahlen zweitrangig seien. Spiderland ist zu einem Meilenstein des Indie-Rocks geworden und wird mit Alben wie Spirit of Eden oder Laughing Stock von Talk Talk, D. I. Go Pop von Disco Inferno sowie Soundtracks for the Blind von Swans als früheste Auslöser des Post-Rocks angesehen. David Peschek schrieb, dass das Album der „Ur-Text für das“ sei, „was als Post-Rock bekannt wurde, ein frakturiertes, fast geometrisches Neuvermessen von Rockmusik – entrissen von den dionysischen Impulsen.“ Rachel Devine vom Magazin The List nannte Spiderland das „unproportional erfolgreichste Album in der Musikgeschichte“.
McMahan reflektierte den Albenerfolg:

„Wir haben wirklich hart an Spiderland gearbeitet. Ich meine, ich habe mich wirklich sehr viel persönlicher darüber gefühlt. Ich dachte, es hätte es als Menschen repräsentiert, musikalisch gesehen mehr als Tweez es tat. Und das war's. Es schien, dass die Resonanz der Leute zu uns recht ambivalent war, als wir noch aktiv zusammen waren und spielten. Ich dachte, es war spaßig, als die Presse das Album annahm. Für eine Independent-Veröffentlichung hatte es ein seltsames Publikum und verkaufte sich weiter für drei oder vier Jahre, nachdem wir es aufnahmen; es verkauft sich immer noch besser als nach der eigentlichen Veröffentlichung.“

Der Touch and Go-Gründer Corey Rusk sagte, dass Spiderland „jetzt wie eine Ikone ist. Aber als es rauskam, war's jedem egal! Die Band hat sich aufgelöst, ungefähr zu der Zeit der Veröffentlichung, und es hat sich wirklich nicht besonders gut verkauft und es wurde auch nicht viel darüber geschrieben im Veröffentlichungsjahr. Aber es war eine revolutionäre, erschütternde Platte und eine der wenigen Ereignisse, wo Leute erst später das Potenzial erkannt haben.“
Die Postrock-Bands Mogwai, Godspeed You! Black Emperor, Isis und Explosions in the Sky wurden von Spiderland beeinflusst. Lou Barlow, Mitglied von Dinosaur Jr. und Sebadoh, sagte über Spiderland: „Es änderte sich von laut zu leise ohne nach Grunge oder Indie Rock zu klingen. Es klang mehr nach einer neuen Form der Musik.“ PJ Harvey nannte Spiderland als eines ihrer Lieblingsalben, und hat auch Slint wegen des Gesuchs nach einer neuen Sängerin kontaktiert. Bob Nastanovich von Pavement sowie Mark Clifford von Seefeel haben auch Spiderland als eines ihrer Lieblingsalben bezeichnet. Das Albumcover von Spiderland wurde von The Shins im Musikvideo für New Slang nachgestellt.

## Wiedervereinigung
Obwohl Slint Pläne für eine Promotour durch Europa hatten, brachen sie 1991 auseinander. Die Gründe dafür wurden nicht publik gemacht. Mitglieder der Band arbeiteten in anderen Musikprojekten weiter wie Tortoise, The Breeders, Palace sowie The For Carnation. Slint vereinigten sich 2005 für eine Tour mit 18 Auftritten. Pajo sagte: „Wir wollen keine Wiedervereinigungs-Band seien, die sich immer wieder vereinigen... ich weiß, dass es damit gut war.“ Dennoch haben sie sich 2007 erneut vereinigt für eine kurze Tour mit Stücken von Spiderland sowie als Gast der All Tomorrow's Parties-Festivals und der Don’t Look Back-Konzertserie, die bekannte Alben feiert. Die Tour beinhaltete einen Auftritt beim Pitchfork Music Festival 2007 sowie dem Primavera Sound Festival McMahan sagte in einem Interview beim Pitchfork Music Festival, dass das Spielen des Albums live „ganz schön cool“ war. „Es ist ein bisschen langsamer als auf der Platte, aber es ist alles noch da... Man musste sich wieder ein bisschen daran gewöhnen, das Material neu sichten und üben.“

## Titelliste
Bis auf die gekennzeichneten Ausnahmen stammen alle Songs aus der Feder von Todd Brashear, Brian McMahan, David Pajo und Britt Walford.
1. Breadcrumb Trail – 5:55
2. Nosferatu Man – 5:35
3. Don, Aman  (Brian McMahan, David Pajo, Britt Walford) – 6:28
4. Washer (McMahan) – 8:50
5. For Dinner... – 5:05
6. Good Morning, Captain – 7:38